# Cantó de Montbozon
El cantó de Montbozon és un cantó francès del departament de l'Alt Saona, situat al districte de Vesoul. Té 25 municipis i el cap és Montbozon.

## Municipis
- Authoison
- La Barre
- Beaumotte-Aubertans
- Besnans
- Bouhans-lès-Montbozon
- Cenans
- Chassey-lès-Montbozon
- Cognières
- Dampierre-sur-Linotte
- Échenoz-le-Sec
- Filain
- Fontenois-lès-Montbozon
- Larians-et-Munans
- Loulans-Verchamp
- Le Magnoray
- Maussans
- Montbozon
- Ormenans
- Roche-sur-Linotte-et-Sorans-les-Cordiers
- Ruhans
- Thieffrans
- Thiénans
- Vellefaux
- Villers-Pater
- Vy-lès-Filain

## Història
| Data d'elecció                           | Identitat        | Partit                     | Qualitat |
| ---------------------------------------- | ---------------- | -------------------------- | -------- |
| 1945-1949                                | Paul Besson      | Radical                    |          |
| 1949-1967                                | Albert Chapuis   | RPF, després divers droite |          |
| 1967-1979                                | Jacques Lhomme   | Divers gauche, després PRG |          |
| 1979-1985                                | M. Vagnet        | PS                         |          |
| 1985-1992                                | Georges Lyautey  | UDF                        |          |
| 1992-2004                                | Jean-Marie Parat | Divers droite              |          |
| 2004-                                    | Edwige Eme       | PS                         |          |
| les dades anteriors no són pas conegudes |                  |                            |          |
|                                          |                  |                            |          |

## Demografia
| A partir de 1990: Població sense dobles comptes |